# الخمره (الحشرج)
الخمره قرية سعودية، تتبع محافظة تربة في منطقة مكة المكرمة.

## الوصف
تبعد القرية عن المركز 20 كم بإتجاه الجنوب الشرقي، نوع الطريق وعر. خدمات التعليم: مدرسة الخمره الابتدائية بنين. أقرب مدينة أو قرية بها صحة الحشرج. الخدمات العامة: كهرباء عامة وهاتف.